# Sóchi
Sóchi, Sochi, Sótchi ou Sotchi (em russo Со́чи, pronunciado [ˈsotɕɪ]) é uma cidade no Krai de Krasnodar, na Rússia, localizada na costa do Mar Negro, perto da fronteira entre a Rússia e Geórgia/Abecásia. A área da Grande Sóchi, que inclui territórios e localidades subordinadas a Sóchi propriamente dita, tem uma área total de 3.526 quilômetros quadrados (1.361 sq mi) e extensões de 145 quilômetros ao longo das margens do Mar Negro, perto da Cordilheira do Cáucaso. A área da cidade propriamente dita é de 176,77 quilômetros quadrados (68,25 sq mi). De acordo com o Censo de 2010, a cidade tinha uma população permanente de 343.334, acima dos 328.809 registrados no Censo de 2002, tornando-a a maior cidade resort da Rússia. Fazendo parte da Riviera Caucasiana, é um dos poucos lugares na Rússia com um clima subtropical, com verões quentes e invernos suaves.
Com os eventos alpinos e nórdicos realizados na estância de esqui próxima de Rosa Khutor, em Krasnaya Polyana, Sóchi sediou o Jogos Olímpicos de Inverno e Jogos Paralímpicos de Inverno em 2014, bem como o Grande Prémio de Fórmula 1 da Rússia de 2014 até pelo menos 2020. A cidade também foi uma das cidades-sede da Copa das Confederações de 2017 e Copa do Mundo FIFA de 2018.

## História
A área da cidade foi povoada há mais de 100.000 anos por povos antigos da Ásia Menor que migraram através de Cólquida (antiga Geórgia). Os gregos antigos navegaram para a região através do Mar Negro nos séculos V e VI aC e encontraram os Meotas, Sindos, Cercetes, Zigii e outras tribos locais. Eles eram os ancestrais dos povos Abecaze, Ubir e Adigue que viveram aqui até 1864. Muitos topônimos em Sóchi, incluindo a própria cidade, são originários de seus idiomas. O primeiro posto avançado russo foi estabelecido no centro de Sóchi, em 1838, como parte da expansão russa ao longo da costa do Mar Negro. A resistência local a esse processo resultou na Guerra do Cáucaso de 1817–1864, que terminou com uma vitória russa e a expulsão da população local, principalmente para a Turquia. O assentamento russo construído na área foi nomeado Sóchi em 1896 e recebeu o status de cidade em 1917. As primeiras plantações de chá foram estabelecidas lá em 1901-1905 e resultaram na produção da mais proeminente marca de chá russo. A partir do final do século XIX, a cidade foi desenvolvida como uma área dedicada a sanatórios e hospitais. Serviu como um centro de reabilitação durante a Segunda Guerra Mundial e, apesar de um declínio após a dissolução da União Soviética, continua a ser a principal cidade turística da Rússia.

## Geografia
A Grande Sóchi é alongada junto a costa do Mar Negro por 145 quilômetros, no lado sul da Cordilheira do Grande Cáucaso. Sóchi situa-se aproximadamente 1.603 km ao sul de Moscou/Moscovo, capital da Rússia.
A parte nordeste da cidade pertence à Reserva da Biosfera do Cáucaso, que é um Património da Humanidade que abrange vastas áreas no Krai de Krasnodar e Adigueia. Quase toda a área da Grande Sóchi, com exceção da costa e da área que pertence à Reserva da Biosfera do Cáucaso, está incluída no Parque Nacional de Sóchi.

### Clima
É uma das cidades com clima mais ameno de toda a Federação Russa. Sóchi tem um clima subtropical úmido (Classificação climática de Köppen-Geiger, Cfa), nas elevações mais baixas. Sua temperatura média anual é de 18,4 °C durante o dia e 11 °C à noite. Nos meses mais frios - janeiro e fevereiro - a temperatura média é de cerca de 10 °C durante o dia, acima de 3 °C à noite e a temperatura média do mar é de cerca de 9 °C. Nos meses mais quentes - julho e agosto - a temperatura normalmente varia de 25 a 29 °C durante o dia, cerca de 20 °C à noite e a temperatura média do mar é de cerca de 23–24 °C. As horas de sol anuais são em torno de 2.200. Geralmente, a temporada de verão dura quatro meses, de junho a setembro. Dois meses - abril e novembro - são transitórios; às vezes as temperaturas atingem 20 °C, com uma temperatura média de cerca de 16 °C durante o dia e 9 °C durante a noite. Dezembro, janeiro, fevereiro e março são os meses mais frios, com temperatura média (desses quatro meses) 11 °C durante o dia e 4 °C à noite. A precipitação média anual é de cerca de 1.700 milímetros. Sóchi está situada na mesma latitude de Nice, mas fortes ventos frios da Ásia tornam os invernos menos quentes. Na verdade, as temperaturas caem abaixo de zero todos os invernos. A temperatura mais alta registrada foi de 39,4 °C, em 30 de julho de 2000, e a temperatura mais baixa registrada foi de -13,4 °C em 25 de janeiro de 1892.
| Dados climatológicos para Sóchi | Dados climatológicos para Sóchi | Dados climatológicos para Sóchi | Dados climatológicos para Sóchi | Dados climatológicos para Sóchi | Dados climatológicos para Sóchi | Dados climatológicos para Sóchi | Dados climatológicos para Sóchi | Dados climatológicos para Sóchi | Dados climatológicos para Sóchi | Dados climatológicos para Sóchi | Dados climatológicos para Sóchi | Dados climatológicos para Sóchi | Dados climatológicos para Sóchi |
| Mês                             | Jan                             | Fev                             | Mar                             | Abr                             | Mai                             | Jun                             | Jul                             | Ago                             | Set                             | Out                             | Nov                             | Dez                             | Ano                             |
| ------------------------------- | ------------------------------- | ------------------------------- | ------------------------------- | ------------------------------- | ------------------------------- | ------------------------------- | ------------------------------- | ------------------------------- | ------------------------------- | ------------------------------- | ------------------------------- | ------------------------------- | ------------------------------- |
| Temperatura máxima recorde (°C) | 21,2                            | 23,5                            | 30,0                            | 31,7                            | 34,7                            | 35,2                            | 39,4                            | 38,5                            | 36,0                            | 32,1                            | 29,1                            | 23,5                            | 39,4                            |
| Temperatura máxima média (°C)   | 9,6                             | 9,9                             | 12,2                            | 16,6                            | 20,6                            | 24,6                            | 27,4                            | 27,9                            | 24,7                            | 20,4                            | 15,3                            | 11,8                            | 18,4                            |
| Temperatura média (°C)          | 6,1                             | 6,0                             | 8,2                             | 12,1                            | 16,0                            | 20,2                            | 23,2                            | 23,6                            | 20,0                            | 15,8                            | 11,1                            | 8,1                             | 14,2                            |
| Temperatura mínima média (°C)   | 3,6                             | 3,3                             | 5,2                             | 9,0                             | 12,7                            | 16,7                            | 19,7                            | 19,9                            | 16,4                            | 12,5                            | 8,1                             | 5,5                             | 11,1                            |
| Temperatura mínima recorde (°C) | −13,4                           | −12,6                           | −7,0                            | −5,0                            | 3,0                             | 7,1                             | 12,6                            | 10,4                            | 2,7                             | −3,2                            | −5,4                            | −8,3                            | −13,4                           |
| Precipitação (mm)               | 184                             | 135                             | 121                             | 120                             | 110                             | 104                             | 128                             | 121                             | 127                             | 167                             | 201                             | 185                             | 1 703                           |
| Dias com precipitação           | 19                              | 18                              | 18                              | 18                              | 16                              | 14                              | 11                              | 10                              | 13                              | 15                              | 17                              | 20                              | 189                             |
| Dias com neve                   | 6                               | 6                               | 3                               | 0,3                             | 0                               | 0                               | 0                               | 0                               | 0                               | 0                               | 1                               | 4                               | 20                              |
| Umidade relativa (%)            | 73                              | 72                              | 72                              | 75                              | 79                              | 79                              | 79                              | 78                              | 76                              | 76                              | 74                              | 72                              | 75                              |
| Insolação (h)                   | 95                              | 105                             | 145                             | 161                             | 221                             | 258                             | 279                             | 281                             | 226                             | 195                             | 121                             | 86                              | 2 174                           |
| Fonte: Pogoda.ru.net            |                                 |                                 |                                 |                                 |                                 |                                 |                                 |                                 |                                 |                                 |                                 |                                 |                                 |
| Fonte 2: NOAA (sol, 1961–1990)  |                                 |                                 |                                 |                                 |                                 |                                 |                                 |                                 |                                 |                                 |                                 |                                 |                                 |

### Geminações
Sóchi encontra-se geminada com as seguintes cidades:
| - Cheltenham, Gloucestershire, Reino Unido (desde 1959) - Menton, PACA, França (desde 1966) - Rimini, Emília-Romanha, Itália (desde 1977) - Espoo, Finlândia (desde 1989) - Long Beach, Califórnia, Estados Unidos (desde 1990) - Trabzon, Turquia (desde 1991) - Čačak, Sérvia - Pärnu, Estónia (desde 1994) | - Weihai, Xantungue, China (desde 1996) - Sidon, Líbano (desde 2005) - Las Piñas, Metro Manila, Filipinas (desde 2005) - Volos, Grécia (desde 2007) - Vancouver, Canadá (desde 2010) - Salé, Marrocos (desde 2010) - Baden-Baden, Baden-Württemberg, Alemanha (desde 2011) - Netanya, Israel (desde 2012) |

## Esporte

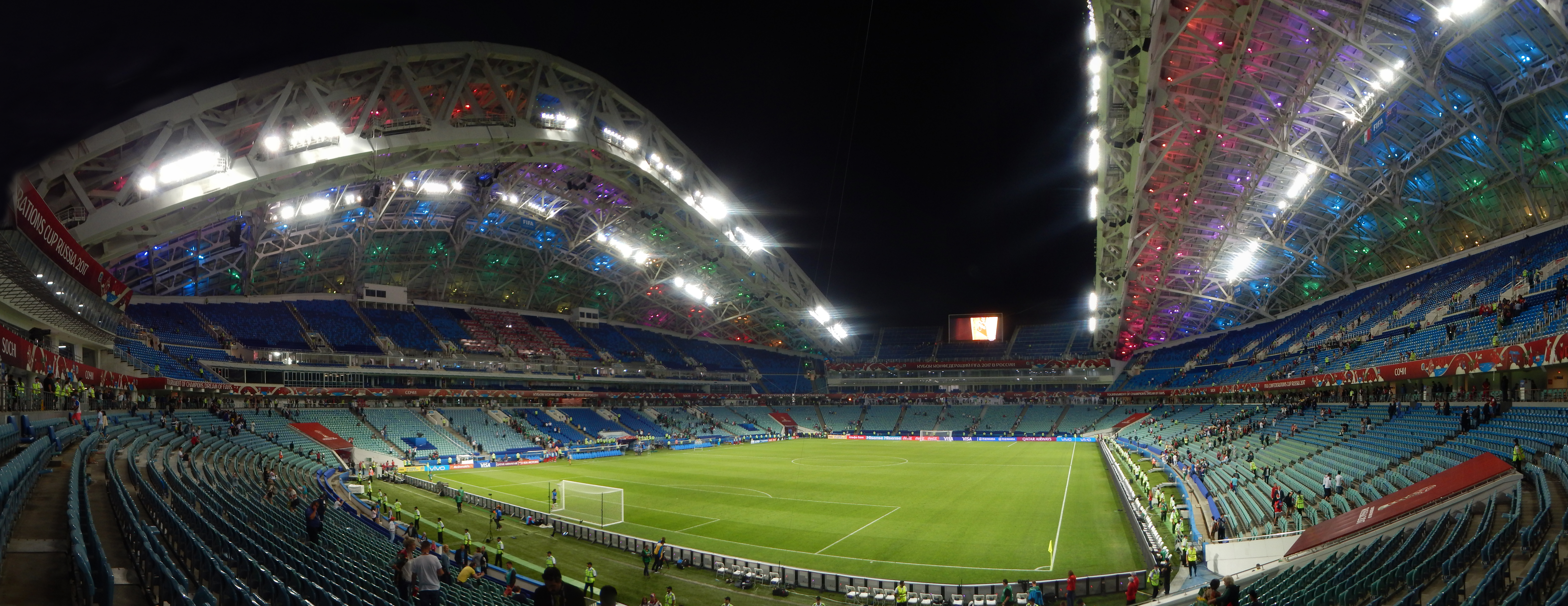
Estádio Olímpico de Fisht.

A cidade de Sóchi é a sede do Estádio Central de Sóchi e do FC Jemtchujina, time que participa do Campeonato Russo de Futebol. Foi sede dos Jogos Olímpicos e Paralímpicos de Inverno de 2014.
O Parque Olímpico de Sóchi também contém o Sóchi Autodrom, circuito de rua que recebe o Grande Prêmio da Rússia de Fórmula 1 desde 2014.

## Personalidades
- Andre Geim (1958), Prémio Nobel de Física de 2010;
- Boris Nemtsov, ex-político soviético;
- Daria Kondakova, ex-ginasta;
- Elena Vesnina, natural de Lviv, República Socialista Soviética da Ucrânia, atualmente reside em Sóchi;
- Mordechai Spiegler, jogador de futebol russo-israelense;
- Slava Metreveli, ex-jogador de futebol, campeão europeu pela União Soviética em 1960;
- Vladimir Tkachenko, ex-basquetebolista russo.
- Yevgeny Kafelnikov, tenista e ex-número 1 do mundo;
- Yuri Denisyuk, físico.